# Aongstroemia planinervia
Aongstroemia planinervia là một loài rêu trong họ Dicranaceae. Loài này được Taylor Müll. Hal. mô tả khoa học đầu tiên năm 1851.